# Hotelarz (czasopismo)
Hotelarz – najstarsze (wydawane od 1962 roku) i najpopularniejsze czasopismo sektora branży hotelarskiej w Polsce.
Pierwotnie wydawany przez Polskie Zrzeszenie Hoteli, w 2004 zmienił wydawcę i obecnie wydawany jest przez Polskie Wydawnictwa Specjalistyczne ProMedia Sp. z o.o. z siedzibą w Warszawie. Wraz z wydawcą zmieniona została szata graficzna i formuła pisma.
Pismo podejmuje szereg działań prośrodowiskowych. Jest organizatorem m.in. największych w Europie Środkowo-Wschodniej międzynarodowych konferencji hotelarskich - odbywającej się wiosną inwestycyjnej Hotel Investment Trends Poland&CEE, a także jesienią operacyjnej Hotel Trends Poland&CEE.
Przy piśmie powstała również sekcja szkoleniowa Akademia Hotelarza. Czasopismo jest ponadto organizatorem szeregu konkursów branżowych, m.in. na "Hotel z Pomsyłem", "Hotelarza Roku", czy "Hotelarską Inwestycję Roku".